# Читрадурга (округ)
Читрадурга (канн. ಚಿತ್ರದುರ್ಗ ಜಿಲ್ಲೆ; англ. Chitradurga) — округ в индийском штате Карнатака. Административный центр — город Читрадурга. Площадь округа — 8440 км². По данным всеиндийской переписи 2001 года население округа составляло 1 517 896 человек. Уровень грамотности взрослого населения составлял 64,5 %, что немного выше среднеиндийского уровня (59,5 %). Доля городского населения составляла 18,1 %.